# Österreichische Handballmeisterschaft (Frauen) 2024/25
Die 54. Saison der Women Handball Liga Austria (WHA) begann im September 2024.
In der höchsten österreichischen Frauenliga sind 12 Mannschaften vertreten.

## Modus
Im Grunddurchgang spielen zwölf Mannschaften ein Doppelrundenturnier. Das Play-off um den Meistertitel wird in Form eines „Final-Four“ im Europacup-Modus ausgespielt: Im Semifinale trifft der Erste auf den Vierten, der Zweite auf den Dritten. Das Finale wird im Modus „Best of three“ ausgetragen.

## Grunddurchgang
| Pl.                              | Verein                   | Sp. | S  | U | N  | Tore      | Diff. | Punkte |
| -------------------------------- | ------------------------ | --- | -- | - | -- | --------- | ----- | ------ |
| 1.                               | Hypo NÖ (M)              | 22  | 21 | 0 | 1  | 0767:4590 | +308  | 42     |
| 2.                               | WAT Atzgersdorf          | 22  | 19 | 0 | 3  | 0670:5430 | +127  | 38     |
| 3.                               | UHC Tulln                | 22  | 16 | 1 | 5  | 0606:5690 | +37   | 33     |
| 4.                               | JAGS WV Wr. Neustadt     | 22  | 13 | 2 | 7  | 0605:5640 | +41   | 28     |
| 5.                               | Union Korneuburg         | 22  | 11 | 3 | 8  | 0639:6230 | +16   | 25     |
| 6.                               | BT Füchse                | 22  | 8  | 3 | 11 | 0569:5570 | +12   | 19     |
| 7.                               | Union St. Pölten         | 22  | 7  | 3 | 12 | 0576:6620 | −86   | 17     |
| 8.                               | MGA Fivers Wien          | 22  | 7  | 2 | 13 | 0526:5650 | −39   | 16     |
| 9.                               | SSV Dornbirn Schoren (A) | 22  | 6  | 4 | 12 | 0565:6320 | −67   | 16     |
| 10.                              | HC BW Feldkirch          | 22  | 6  | 1 | 15 | 0575:7100 | −135  | 13     |
| 11.                              | UHC Stockerau            | 22  | 4  | 1 | 17 | 0544:6120 | −68   | 9      |
| 12.                              | HIB Handball Graz        | 22  | 4  | 0 | 18 | 0549:6710 | −122  | 8      |
| Quelle: ÖHB, Stand: 19. Mai 2025 |                          |     |    |   |    |           |       |        |

|     | Halbfinale                    |
|     | Abstieg                       |
| (M) | Meister der letzten Saison    |
| (A) | Aufsteiger der letzten Saison |

### Torschützenliste Hauptrunde
| Platzierung | Spieler           | Verein                | Position        | Spiele | Tore | 7-Meter | Feldtore |
| ----------- | ----------------- | --------------------- | --------------- | ------ | ---- | ------- | -------- |
| 1           | Martina Maticevic | Union St. Pölten      | Rückraum Links  | 22     | 155  | 37/45   | 118      |
| 2           | Lara Brezenci     | WAT Atzgersdorf       | Rückraum Rechts | 22     | 143  | 52/62   | 91       |
| 3           | Alexandra Klammer | Union Korneuburg      | Linksaußen      | 21     | 139  | 26/35   | 113      |
| 4           | Sandra Hart       | UHC Tulln             | Rückraum Links  | 22     | 137  | 22/23   | 115      |
| 5           | Ivana Nikolic     | HIB Handball Graz     | Rückraum Links  | 20     | 134  | 31/37   | 103      |
| 5           | Larissa Bures     | MGA Fivers            | Rechtsaußen     | 22     | 134  | 38/46   | 96       |
| 7           | Nicol Nejedlíková | UHC Tulln             | Rechtsaußen     | 21     | 132  | 57/68   | 75       |
| 7           | Patricia Kovacs   | Hypo Niederösterreich | Rückraum Mitte  | 22     | 116  | 27/32   | 89       |
| 9           | Hannah Ginsthofer | UHC Tulln             | Rückraum Links  | 21     | 113  | 0/0     | 113      |
| 10          | Giulia Conte      | HC BW Feldkirch       | Rückraum Links  | 21     | 112  | 10/20   | 102      |

## Finalserie

### Finalserie-Baum
|  | Halbfinale | Halbfinale           | Halbfinale |  |  | Finale | Finale          | Finale |
|  |            |                      |            |  |  |        |                 |        |
|  |            |                      |            |  |  |        |                 |        |
|  | HR1        | Hypo NÖ              | 2          |  |  |        |                 |        |
|  | HR4        | JAGS WV Wr. Neustadt | 0          |  |  |        |                 |        |
|  |            |                      |            |  |  | HR1    | Hypo NÖ         | 2      |
|  |            |                      |            |  |  | HR2    | WAT Atzgersdorf | 0      |
|  | HR2        | WAT Atzgersdorf      | 2          |  |  |        |                 |        |
|  | HR3        | UHC Tulln            | 0          |  |  |        |                 |        |
|  |            |                      |            |  |  |        |                 |        |

### WHA Halbfinale
Für das Halbfinale waren die ersten Vier Teams des Grunddurchgangs qualifiziert. Gespielt wurde ein Hin- und Rückspiel, die Sieger des Halbfinales zogen in das Ligafinale ein.
| Hypo NÖ (HR1) – JAGS WV Wr. Neustadt (HR4) | Hypo NÖ (HR1) – JAGS WV Wr. Neustadt (HR4) | Hypo NÖ (HR1) – JAGS WV Wr. Neustadt (HR4) | Hypo NÖ (HR1) – JAGS WV Wr. Neustadt (HR4) |
| ------------------------------------------ | ------------------------------------------ | ------------------------------------------ | ------------------------------------------ |
| 14. Mai                                    | JAGS WV Wr. Neustadt 4 Menendez            | 18 : 32 (6 : 18)                           | Hypo NÖ 8 Kovacs                           |
| 18. Mai                                    | Hypo NÖ 5 Milovanovic                      | 33 : 24 (18 : 11)                          | JAGS WV Wr. Neustadt 6 Menendez            |
| Endstand in der Serie: 2:0                 |                                            |                                            |                                            |

| WAT Atzgersdorf (HR2) – (HR3) UHC Tulln | WAT Atzgersdorf (HR2) – (HR3) UHC Tulln | WAT Atzgersdorf (HR2) – (HR3) UHC Tulln | WAT Atzgersdorf (HR2) – (HR3) UHC Tulln |
| --------------------------------------- | --------------------------------------- | --------------------------------------- | --------------------------------------- |
| 14. Mai                                 | UHC Tulln 4 Hart                        | 21 : 22 (11 : 10)                       | WAT Atzgersdorf 6 Cosic                 |
| 18. Mai                                 | WAT Atzgersdorf 9 Cosic                 | 27 : 26 (13 : 13)                       | UHC Tulln 10 Nejedlíková                |
| Endstand in der Serie: 2:0              |                                         |                                         |                                         |

### WHA Finale
| Finale: Hypo NÖ (HR1) – WAT Atzgersdorf (HR2) | Finale: Hypo NÖ (HR1) – WAT Atzgersdorf (HR2) | Finale: Hypo NÖ (HR1) – WAT Atzgersdorf (HR2) | Finale: Hypo NÖ (HR1) – WAT Atzgersdorf (HR2) |
| --------------------------------------------- | --------------------------------------------- | --------------------------------------------- | --------------------------------------------- |
| 22. Mai                                       | Hypo NÖ 11 Kovacs                             | 34 : 27 ( 20 : 13 )                           | WAT Atzgersdorf 12 Brezenci                   |
| 25. Mai                                       | WAT Atzgersdorf 5 Tesche                      | 19 : 29 ( 9 : 14 )                            | Hypo NÖ 9 Kovacs                              |
| Endstand in der Serie: 2:0                    |                                               |                                               |                                               |